# Interliga (bejzbol) 2001.
Interliga za 2001. je bila četvrto izdanje bejzbolske Interlige. Sudjelovalo je deset klubova iz Hrvatske, Mađarske i Slovenije, a prvak je bila momčad Sleepwalkers iz Budimpešte.

## Ljestvica
| mj  | klub                        | ut | pob | por |           |
| --- | --------------------------- | -- | --- | --- | --------- |
| 1.  | Lisjaki (Kranj)             | 18 | 16  | 2   | završnica |
| 2.  | Sleepwalkers (Budimpešta)   | 18 | 13  | 5   | završnica |
| 3.  | Lamont Ježica (Ljubljana)   | 18 | 11  | 7   | završnica |
| 4.  | Ants (Nagykanizsa)          | 18 | 11  | 7   | završnica |
| 5.  | Kelteks (Karlovac           | 18 | 10  | 8   |           |
| 6.  | Zagreb (Zagreb)             | 18 | 10  | 8   |           |
| 7.  | Nada Ship Mnagement (Split) | 18 | 7   | 11  |           |
| 8.  | Golovec (Ljubljana)         | 18 | 4   | 14  |           |
| 9.  | Zajčki (Ljubljana)          | 18 | 4   | 14  |           |
| 10. | Vindija (Varaždin)          | 18 | 4   | 14  |           |

## Završnica
| klub1         | rezultat      | klub2         |
| poluzavršnica | poluzavršnica | poluzavršnica |
| ------------- | ------------- | ------------- |
| Sleepwalkers  | 10:9          | Lamont Ježica |
| Lisjaki       | 6:5           | Ants          |
|               |               |               |
| za prvaka     |               |               |
| Sleepwalkers  | 7:3           | Lisjaki       |